# Zavist
Zavist ili jal je, slično mržnji, negativna emocija. 
Zavist se manifestira u neprijateljskom stavu i osjećanju prema drugima koji imaju nešto što smatramo da to više pripada nama. Kao i u ljubavi, tako i u mržnji i zavisti postoje različite gradacije u samom sadržaju i intenzitetu. Tako ispoljavanje mržnje i zavisti može varirati od blagog neprijateljstva do otvorene agresije.